# Parma Associazione Calcio 1980-1981
Questa voce raccoglie le informazioni riguardanti il Parma Associazione Calcio nelle competizioni ufficiali della stagione 1980-1981.

## Stagione
Inseriti nel girone A della Serie C1, i crociati si classificano al tredicesimo posto, totalizzando 30 punti in 34 partite, vincendone 8 (6 in casa e 2 in trasferta), pareggiandone 14 (7 in casa e 7 in trasferta) e perdendone 12 (4 in casa e 8 in trasferta), segnando 25 reti e subendone 32.
Dopo la retrocessione, il ritorno in Serie C1 dei ducali, nonostante la comprensibile voglia di rivincita, ha vissuto una nuova deludente stagione. Si riparte con Tom Rosati in panchina, ma la squadra pur giocando un calcio discreto, manca di un attaccante di peso che finalizzi il gioco. Al termine del girone di andata, a Rosati subentra una vecchia conoscenza parmense come Giorgio Sereni, ma i crociati navigano a centro classifica, anzi un brutto finale di campionato, precipita il Parma al tredicesimo posto, a quattro lunghezze dalla retrocessione. Salgono in Serie B Reggiana e Cremonese, scendono in Serie C2 il Casale, il Novara, lo Spezia ed il Prato.
Nella Coppa Italia Semiprofessionisti la squadra ducale disputa il settimo girone di qualificazione, che promuove la Cremonese ai sedicesimi di finale della manifestazione.

## Organigramma societario
Area direttiva
- Presidente: Ernesto Ceresini
- Direttore sportivo: Paolo Borea

Area organizzativa
- Segretario: Cecchino Schiavi
- Medici sociali: Ermenegildo Beltrami e Quirino Zanichelli

Area tecnica
- Allenatore: Tom Rosati, poi Giorgio Sereni (dalla 18ª giornata)
- Allenatore in seconda: Michele Benedetto

## Rosa

La squadra con la seconda divisa

| N. |                   | Ruolo | Calciatore          |
| -- | ----------------- | ----- | ------------------- |
|    | Italia (bandiera) | P     | Fernando Orsi       |
|    | Italia (bandiera) | P     | Renato Piccoli      |
|    | Italia (bandiera) | D     | Giordano Bertolini  |
|    | Italia (bandiera) | D     | Walter Biagini      |
|    | Italia (bandiera) | D     | Pietro Leali        |
|    | Italia (bandiera) | D     | Claudio Lombardo    |
|    | Italia (bandiera) | D     | Marino Marlia       |
|    | Italia (bandiera) | D     | Antonio Matteoni    |
|    | Italia (bandiera) | D     | Giacomo Murelli     |
|    | Italia (bandiera) | D     | Roberto Petrolini   |
|    | Italia (bandiera) | D     | Giuseppe Ravasi     |
|    | Italia (bandiera) | D     | Sergio Zuccheri     |
|    | Italia (bandiera) | C     | Fabio Alessandrelli |

| N. |                   | Ruolo | Calciatore        |
| -- | ----------------- | ----- | ----------------- |
|    | Italia (bandiera) | C     | Walter Allievi    |
|    | Italia (bandiera) | C     | Fabio Aselli      |
|    | Italia (bandiera) | C     | Fabio Borzoni     |
|    | Italia (bandiera) | C     | Paolo Borelli     |
|    | Italia (bandiera) | C     | Valerio Consigli  |
|    | Italia (bandiera) | C     | Moreno Farsoni    |
|    | Italia (bandiera) | C     | Federico Lombardi |
|    | Italia (bandiera) | C     | Gesualdo Piacenti |
|    | Italia (bandiera) | A     | Roberto Cesati    |
|    | Italia (bandiera) | A     | Sergio D'Agostino |
|    | Italia (bandiera) | A     | Mario Pini        |
|    | Italia (bandiera) | C     | Paolo Ruggeri     |
|    | Italia (bandiera) | A     | Italo Toscani     |

## Risultati

### Serie C1

#### Girone di andata
| Novara 28 settembre 1980 1ª giornata | Novara         | 0 – 0 | Parma | Stadio Comunale\| Arbitro: \| Vallesi (Pisa) \| |
| Arbitro:                             | Vallesi (Pisa) |       |       |                                                 |

| Arbitro: | Galbiati (Monza) |

|                           |           |          |
| D'Agostino 44’ Cesati 47’ | Marcatori | 62’ Fait |

| Arbitro: | Pezzella (Frattamaggiore) |

|                           |           |                        |
| Gustinetti 43’ Cilona 57’ | Marcatori | 27’ Borzoni 51’ Cesati |

| Arbitro: | De Marchi (Novara) |

|                          |           |  |
| D'Agostino 7’ Cesati 42’ | Marcatori |  |

| Arbitro: | Rufo (Roma) |

|                      |           |                   |
| Frutti 30’ Pozzi 47’ | Marcatori | 57’ (rig.) Cesati |

| Arbitro: | Sala (Lecco) |

|                   |           |           |
| Mariani 4’ (aut.) | Marcatori | 49’ Ravot |

| Treviso 9 novembre 1980 7ª giornata | Treviso      | 0 – 0 | Parma | Stadio Omobono Tenni\| Arbitro: \| Baldi (Roma) \| |
| Arbitro:                            | Baldi (Roma) |       |       |                                                    |

| Parma 16 novembre 1980 8ª giornata | Parma                | 0 – 0 | Reggiana | Stadio Ennio Tardini\| Arbitro: \| Polacco (Conegliano) \| |
| Arbitro:                           | Polacco (Conegliano) |       |          |                                                            |

| Arbitro: | Esposito (Torre del Greco) |

|                          |           |          |
| Rabitti 50’ Crepaldi 76’ | Marcatori | 55’ Pini |

| Arbitro: | Mele (Bergamo) |

|                                |           |                                                     |
| D'Agostino 16’, 35’ Cesati 23’ | Marcatori | 29’, 54’ (rig.) Luterotti 34’ Bocchio 80’ Villanova |

| Arbitro: | Albertini (Voghera) |

|  |           |                |
|  | Marcatori | 75’ D'Agostino |

| Arbitro: | Corigliano (Crotone) |

|          |           |  |
| Pini 80’ | Marcatori |  |

| Cremona 21 dicembre 1980 13ª giornata | Cremonese                 | 0 – 0 | Parma | Stadio Giovanni Zini\| Arbitro: \| Pezzella (Frattamaggiore) \| |
| Arbitro:                              | Pezzella (Frattamaggiore) |       |       |                                                                 |

| Arbitro: | Falsetti (Roma) |

|                       |           |  |
| Testa 65’ Corallo 72’ | Marcatori |  |

| Parma 11 gennaio 1981 15ª giornata | Parma             | 0 – 0 | Sanremese | Stadio Ennio Tardini\| Arbitro: \| Ramicone (Tivoli) \| |
| Arbitro:                           | Ramicone (Tivoli) |       |           |                                                         |

| Arbitro: | Luci (Firenze) |

|              |           |              |
| Skoglund 18’ | Marcatori | 61’ Matteoni |

| Arbitro: | Tarantola (Genova) |

|                |           |              |
| D'Agostino 51’ | Marcatori | 58’ Marchesi |

#### Girone di ritorno
| Arbitro: | Meschini (Perugia) |

|             |           |  |
| Borzoni 44’ | Marcatori |  |

| Arbitro: | Da Pozzo (Monza) |

|  |           |                |
|  | Marcatori | 70’ D'Agostino |

| Arbitro: | De Marchi (Novara) |

|  |           |                            |
|  | Marcatori | 15’ Luchitta 35’ Quadrelli |

| [[Prato\|Prato]] 22 febbraio 1981 21ª giornata | Prato               | 0 – 0 | Parma | Stadio Lungobisenzio\| Arbitro: \| Amendolia (Messina) \| |
| Arbitro:                                       | Amendolia (Messina) |       |       |                                                           |

| Arbitro: | Bruschini (Firenze) |

|  |           |             |
|  | Marcatori | 90’ Fontana |

| Arbitro: | Damiani (Ascoli Piceno) |

|           |           |  |
| Papis 14’ | Marcatori |  |

| Parma 15 marzo 1981 24ª giornata | Parma                    | 0 – 0 | Treviso | Stadio Ennio Tardini\| Arbitro: \| Dall'Oca (Abbiategrasso) \| |
| Arbitro:                         | Dall'Oca (Abbiategrasso) |       |         |                                                                |

| Arbitro: | Esposito (Torre del Greco) |

|                       |           |          |
| Bruzzone 30’ Sola 33’ | Marcatori | 54’ Pini |

| Arbitro: | Pellicanò (Reggio Calabria) |

|            |           |             |
| Cesati 67’ | Marcatori | 22’ Rabitti |

| Arbitro: | Marchese (Napoli) |

|                                |           |  |
| Bocchio 13’, 53’ Villanova 66’ | Marcatori |  |

| Arbitro: | Cerquoni (Macerata) |

|                                |           |               |
| D'Agostino 37’, 82’ Cesati 86’ | Marcatori | 58’ Becattini |

| Arbitro: | Vallesi (Pisa) |

|              |           |  |
| Strukelj 41’ | Marcatori |  |

| Parma 10 maggio 1981 30ª giornata | Parma            | 0 – 0 | Cremonese | Stadio Ennio Tardini\| Arbitro: \| Giaffreda (Roma) \| |
| Arbitro:                          | Giaffreda (Roma) |       |           |                                                        |

| Arbitro: | Scevola (Milano) |

|             |           |  |
| Biagini 58’ | Marcatori |  |

| Arbitro: | Agnelli (Siena) |

|              |           |            |
| Cecchini 23’ | Marcatori | 32’ Aselli |

| Arbitro: | Esposito (Torre del Greco) |

|  |           |             |
|  | Marcatori | 36’ Mendoza |

| Arbitro: | Laudato (Taranto) |

|                              |           |  |
| Peroncini 71’ Dell'Amico 83’ | Marcatori |  |

### Coppa Italia Semiprofessionisti

#### Fase eliminatoria a gironi
| Arbitro: | Sguizzato (Verona) |

|             |           |                      |
| Allievi 28’ | Marcatori | 15’ (rig.) Mazzolari |

| Arbitro: | Bin (Torino) |

|                   |           |  |
| Bresolin 64’, 87’ | Marcatori |  |

| 3 settembre 1980 3ª giornata |  | – Riposo |  |  |

| Arbitro: | De Marchi (Novara) |

|              |           |  |
| Albanese 11’ | Marcatori |  |

| Arbitro: | Lorenzetti (Macerata) |

|          |           |             |
| Pini 15’ | Marcatori | 69’ Ascagni |

| 21 settembre 1980 6ª giornata |  | – Riposo |  |  |

## Statistiche

### Statistiche di squadra
| Competizione         | Punti | In casa | In casa | In casa | In casa | In casa | In casa | In trasferta | In trasferta | In trasferta | In trasferta | In trasferta | In trasferta | Totale | Totale | Totale | Totale | Totale | Totale | DR |
| Competizione         | Punti | G       | V       | N       | P       | Gf      | Gs      | G            | V            | N            | P            | Gf           | Gs           | G      | V      | N      | P      | Gf     | Gs     | DR |
| -------------------- | ----- | ------- | ------- | ------- | ------- | ------- | ------- | ------------ | ------------ | ------------ | ------------ | ------------ | ------------ | ------ | ------ | ------ | ------ | ------ | ------ | -- |
| Serie C              | 30    | 17      | 6       | 7       | 4       | ..      | ..      | 17           | 2            | 7            | 8            | ..           | ..           | 34     | 8      | 14     | 12     | 25     | 32     | -7 |
| Coppa Italia Semipro | ..    | .       | .       | .       | .       | ..      | ..      | ..           | .            | .            | .            | ..           | ..           | ..     | .      | .      | .      | .      | .      | +. |
| Totale               |       | .       | .       | .       | .       | ..      | ..      | ..           | .            | .            | .            | ..           | ..           | ..     | .      | .      | .      | .      | .      | +. |

### Statistiche dei giocatori
| Giocatore        | Serie C  | Serie C | Serie C     | Serie C    | Coppa Italia Semipro | Coppa Italia Semipro | Coppa Italia Semipro | Coppa Italia Semipro | Totale   | Totale | Totale      | Totale     |
| Giocatore        | Presenze | Reti    | Ammonizioni | Espulsioni | Presenze             | Reti                 | Ammonizioni          | Espulsioni           | Presenze | Reti   | Ammonizioni | Espulsioni |
| ---------------- | -------- | ------- | ----------- | ---------- | -------------------- | -------------------- | -------------------- | -------------------- | -------- | ------ | ----------- | ---------- |
| F. Alessandrelli | 22       | 0       | ?           | ?          | ?                    | ?                    | ?                    | ?                    | 22+      | 0+     | ?           | ?          |
| W. Allievi       | 25       | 0       | ?           | ?          | ?                    | ?                    | ?                    | ?                    | 25+      | 0+     | ?           | ?          |
| F. Aselli        | 14       | 1       | ?           | ?          | ?                    | ?                    | ?                    | ?                    | 14+      | 1+     | ?           | ?          |
| G. Bertolini     | 5        | 0       | ?           | ?          | ?                    | ?                    | ?                    | ?                    | 5+       | 0+     | ?           | ?          |
| W. Biagini       | 30       | 1       | ?           | ?          | ?                    | ?                    | ?                    | ?                    | 30+      | 1+     | ?           | ?          |
| P. Borelli       | 26       | 0       | ?           | ?          | ?                    | ?                    | ?                    | ?                    | 26+      | 0+     | ?           | ?          |
| F. Borzoni       | 24       | 2       | ?           | ?          | ?                    | ?                    | ?                    | ?                    | 24+      | 2+     | ?           | ?          |
| R. Cesati        | 24       | 7       | ?           | ?          | ?                    | ?                    | ?                    | ?                    | 24+      | 7+     | ?           | ?          |
| L. Consigli      | 2        | 0       | ?           | ?          | ?                    | ?                    | ?                    | ?                    | 2+       | 0+     | ?           | ?          |
| S. D'Agostino    | 33       | 9       | ?           | ?          | ?                    | ?                    | ?                    | ?                    | 33+      | 9+     | ?           | ?          |
| M. Farsoni       | 2        | 0       | ?           | ?          | ?                    | ?                    | ?                    | ?                    | 2+       | 0+     | ?           | ?          |
| P. Leali         | 29       | 0       | ?           | ?          | ?                    | ?                    | ?                    | ?                    | 29+      | 0+     | ?           | ?          |
| F. Lombardi      | 3        | 0       | ?           | ?          | ?                    | ?                    | ?                    | ?                    | 3+       | 0+     | ?           | ?          |
| C. Lombardo      | 15       | 0       | ?           | ?          | ?                    | ?                    | ?                    | ?                    | 15+      | 0+     | ?           | ?          |
| M. Marlia        | 17       | 0       | ?           | ?          | ?                    | ?                    | ?                    | ?                    | 17+      | 0+     | ?           | ?          |
| A. Matteoni      | 31       | 1       | ?           | ?          | ?                    | ?                    | ?                    | ?                    | 31+      | 1+     | ?           | ?          |
| G. Murelli       | 5        | 0       | ?           | ?          | ?                    | ?                    | ?                    | ?                    | 5+       | 0+     | ?           | ?          |
| F. Orsi          | 18       | -17     | ?           | ?          | ?                    | ?                    | ?                    | ?                    | 18+      | -17+   | ?           | ?          |
| R. Petrolini     | 4        | 0       | ?           | ?          | ?                    | ?                    | ?                    | ?                    | 4+       | 0+     | ?           | ?          |
| G. Piacenti      | 14       | 0       | ?           | ?          | ?                    | ?                    | ?                    | ?                    | 14+      | 0+     | ?           | ?          |
| R. Piccoli       | 16       | -15     | ?           | ?          | ?                    | ?                    | ?                    | ?                    | 16+      | -15+   | ?           | ?          |
| M. Pini          | 19       | 3       | ?           | ?          | ?                    | ?                    | ?                    | ?                    | 19+      | 3+     | ?           | ?          |
| G. Ravasi        | 4        | 0       | ?           | ?          | ?                    | ?                    | ?                    | ?                    | 4+       | 0+     | ?           | ?          |
| P. Ruggeri       | 1        | 0       | ?           | ?          | ?                    | ?                    | ?                    | ?                    | 1+       | 0+     | ?           | ?          |
| I. Toscani       | 27       | 0       | ?           | ?          | ?                    | ?                    | ?                    | ?                    | 27+      | 0+     | ?           | ?          |
| S. Zuccheri      | 26       | 0       | ?           | ?          | ?                    | ?                    | ?                    | ?                    | 26+      | 0+     | ?           | ?          |